# La parola ebreo
La parola ebreo è un libro di Rosetta Loy, pubblicato nel 1997. Insieme al precedente lavoro, Cioccolata da Hanselmann, costituisce un dittico che l'autrice dedica alla realtà dell'Olocausto.

## Storia editoriale
Il libro ha vinto il Premio Fregene, edizione 1997 e il premio della Giuria (intitolato ad Anna Maria Ortese), nell'ambito del Premio letterario nazionale per la donna scrittrice Rapallo-Carige 1998. È stato tradotto in catalano, olandese, ebraico, francese, ceco, tedesco e inglese.

## Contenuto
Il libro è costituito da una serie di memorie familiari e di documenti storici; vi si esamina l'atteggiamento che la famiglia dell'autrice aveva negli anni '30 e '40 del Novecento a proposito della questione ebraica, delle leggi razziali e delle conseguenze che ne derivarono
L'autrice nasce nel 1931, in seno a una famiglia di solida fede cattolica, quartogenita, dopo un maschietto e due bambine. Romani, abitanti in un prestigioso palazzo della via Flaminia a Roma, si recano, con uno stuolo di domestici e amici, alla Basilica di San Pietro per il battesimo della neonata. Negli anni seguenti, la piccola avrà un'educazione impartita in istituti religiosi da suore francesi, in casa da un'istitutrice tedesca, Anne-Marie. La famiglia non aderisce al fascismo e i genitori sono contrari alle divise fasciste di qualsiasi genere e ne riservano l'uso alle circostanze eccezionali in cui non possono comportarsi altrimenti.
Fin dai primi anni, l'autrice ha sentito la parola ebreo, sia a proposito di vicini di casa e amici, sia dalle suore, che le insegnano il catechismo. Vi sono persone così simpatiche (la vicina, signora Della Seta, l'amico del fratello, Giorgio Levi) e altri incontri casuali, al parco, nei negozi, che per la bimba non sembra esserci relazione tra loro e l'idea che gli ebrei abbiano voluto la morte di Gesù. Solo nel 1938, con la promulgazione delle leggi razziali fasciste, qualche episodio fa breccia nell'animo della bambina: la portinaia ha inveito contro il loro amico Giorgio Levi, intimandogli di non prendere l'ascensore e costringendolo a portarsi in casa la bicicletta, non ammessa nell'androne del palazzo. Ma la netta riprovazione del padre verso la portinaia ancora non apre gli occhi ai figli.
Ben presto la famiglia lascerà il palazzo di via Flaminia per trasferirsi in una villetta e i vicini amici, la signora Della Seta, i Levi e Giorgio, sbiadiranno nel vissuto di quella bambina, che però sta crescendo e non mancherà di registrare altre impressioni. In classe ad esempio sono temporaneamente presenti coetanee che rimangono "solo fino alla Prima Comunione". Sono ragazzine private dell'istruzione scolastica, costrette a studiare in casa dall'applicazione delle leggi, ma accettate dalle suore per la preparazione religiosa che dovrebbe semplificare il loro futuro e affrancarle dalla qualifica di ebreo. E così, con gli eventi che seguono (la morte del papa Pio XI e l'elezione di papa Pio XII), con l'esempio dei fratelli maggiori che riescono ad evitare di mischiarsi ai fascisti, la fanciulla cresce, ma non cresce abbastanza in lei la consapevolezza di questioni terribili, esplosive, che riaffioreranno dopo molti decenni.
Cosa avrebbe dovuto fare quella bambina, cosa avrebbe dovuto fare la sua famiglia, cosa hanno realmente fatto? Queste domande si affollano nella mente della scrittrice, che affida a questo libro, prima di tutto un esame di coscienza. Pur esenti da crimini e da qualunque mala azione, tutti loro non hanno agito, non hanno voluto vedere la rovina dei vicini. E questi sono scomparsi: Giorgio, che suonava Chopin al pianoforte, la signora Della Seta, che veniva dai bambini con regali bellissimi e delicati. E tanti altri. La necessità di reperire ogni possibile documento sulla situazione vissuta nella città di Roma durante l'occupazione tedesca del 1943-44, la ricerca di tutto ciò che precedette, la puntigliosa disamina di giornali d'epoca, come L'Osservatore Romano e La Civiltà Cattolica. E, più che mai, le storie di solidarietà offerte dalle persone più svariate, non la famiglia però, o almeno non con la limpidezza con cui era stata avversa al fascismo.
È stato forse per l'estremo riserbo familiare che, per quasi cinquant'anni, le memorie si sono come congelate nell'animo della scrittrice? O forse, i loro prossimi ebrei hanno avuto la massima sfortuna negli eventi? Di persona, a tanti anni di distanza, l'autrice ha cercato le tracce di quanti avrebbero dovuto stare a cuore anche a lei, nonostante l'età infantile: tutti partirono con il primo e unico convoglio che lasciò Roma dopo il rastrellamento del 16 ottobre 1943, nessuno tornò, quasi tutti scomparvero senza un'inconfutabile prova che fossero morti.

## Edizioni
- Rosetta Loy, La parola ebreo, Einaudi, Torino 1997